# Erich Wolny
Erich Wolny (* 22. November 1948 in Linz, Oberösterreich; † 29. November 2018) war österreichischer Jurist und Magistratsdirektor der Stadt Linz sowie Professor an der Universität Linz.

## Berufliche Laufbahn
Von 1972 bis 1988 war Erich Wolny Universitätsassistent am Institut für Wirtschaftsrecht an der Universität Linz, ab 1985 als Universitätsdozent. Ab 1988 bis 1991 war er als Universitätsdozent dem Institut für Wirtschaftsrecht zugeordnet, von 1991 bis 2001 dem Institut für Verwaltungsrecht und Verwaltungslehre. Seit 2001 ist Wolny außerordentlicher Universitätsprofessor, zugeordnet dem Institut für Verwaltungsrecht und Verwaltungslehre.
Erich Wolny leitete von 1988 bis 2000 das Präsidialamt im Magistrat Linz, seit 1996 als Präsidialdirektor (Leiter der Geschäftsgruppe Präsidialverwaltung). Von 1. August 2000 bis zum 1. Dezember 2013 war er Magistratsdirektor.